# Nesvaaggronden
Een nesvaaggrond is een bodemtype in het Nederlandse systeem van bodemclassificatie. Ze behoren tot de hydrokleivaaggronden: zavel- en kleigronden waarin periodieke hoge grondwaterstanden kunnen voorkomen. Het zijn bodems zonder een donkere bovengrond (eerdlaag) en met een slappe en natte ondergrond.
Nesvaaggronden komen voor in de jonge polders op laaggelegen plekken en plaatsen met kwelwater. De rijping van de ondergrond vindt in deze bodems zeer traag of geheel niet plaats. Deze natte gronden hebben in de bovengrond duidelijke gleyverschijnselen: er zijn veel "roestvlekken" zichtbaar. In de ondergrond is de bodem op vrij geringe diepte geheel gereduceerd. Nesvaaggronden zijn meestal kalkrijk.
Een oude naam voor nesvaaggronden is klietgronden.
De naam nesvaaggronden is ontleend aan het toponiem nes.

## Schematische profielbeschrijving
De onderstaande tabel omvat een schematische uiteenzetting van het bodemprofiel van een nesvaaggrond.
| Horizont | Diepte   | Omschrijving |
| -------- | -------- | --- |
| Ap       | 0–20 cm  | bouwvoor, grijze, matig humeuze, kalkrijke, zware zavel |
| Cg1      | 20–45 cm | grijze, matig humusarme, sterk gelaagde, kalkrijke, lichte zavel met roestvlekken                                                                                                |
| Cg2      | 45–60 cm | grijze, matig humusarme, sterk gelaagde, kalkrijke, lichte zavel met roestvlekken; bijna gerijpt; sterk gescheurd                                                                |
| Cri      | > 60 cm  | grijze, matig humusarme, sterk gelaagde, kalkrijke, lichte zavel, halfgerijpt, bovenin enkele roestvlekken en iets gescheurd, naar onderen gereduceerd en blauwer wordende kleur |